# Siméon Denis Poisson
Baron Siméon Denis Poisson (født 21 juni 1781, død 25 april 1840) var en fransk matematiker, ingeniør og fysiker, som blev kendt for sine mange videnskabelige opdagelser indenfor bl.a. statistik, mekanik, elektricitet, magnetisme og termodynamik